# داش‌بلاغ (گدابیگ)
داش‌بلاغ (به لاتین: Daşbulaq، تا ۱ سپتامبر ۲۰۰۴ قورلسک Qorelsk) یک منطقه مسکونی در جمهوری آذربایجان است که در شهرستان گدابیگ واقع شده است. داش‌بلاغ ۴۸۰ نفر جمعیت دارد.